# Jagdstaffel 68
La Jagdstaffel 68 (in tedesco: Königlich Preußische Jagdstaffel Nr 68, abbreviato in Jasta 68) era una squadriglia (staffel) da caccia della componente aerea del Deutsches Heer, l'esercito dell'Impero tedesco, durante la prima guerra mondiale (1914-1918).

## Storia
La Jagdstaffel 68 venne formata il 1º febbraio 1918 presso il Fliegerersatz-Abteilung 5 di Gotha. Nove giorni dopo la nuova squadriglia diventa operativa a supporto della 18ª Armata. Il Leutnant Fritz Pütter ha ottenuto la prima vittoria aerea dell'unità il 18 marzo 1918. Dieci giorni dopo la Jasta 68 venne unita al Jagdgruppe Nord. Il 5 luglio 1918 la squadriglia venne trasferita a supporto della 1ª Armata e il 13 settembre 1918 inviata a sostegno della 5ª Armata.
Il Leutnant Rudolf Otto fu l'ultimo Staffelführer (comandante) della Jagdstaffel 68 dall'agosto 1918 fino alla fine della guerra.
Alla fine della prima guerra mondiale alla Jagdstaffel 68 vennero accreditate 40 vittorie aeree, di cui 10 per l'abbattimento di palloni da osservazione. Di contro, la Jasta 68 perse 9 piloti oltre a due piloti feriti in azione.

## Lista dei comandanti della Jagdstaffel 68
Di seguito vengono riportati i nomi dei piloti che si succedettero al comando della Jagdstaffel 63.
| Grado    | Nome           | Periodo                          |
| -------- | -------------- | -------------------------------- |
| Leutnant | Fritz Pütter   | 1 febbraio 1918 – 22 giugno 1918 |
|          | Paul Schwirzke | 22 giugno 1918 - 14 luglio 1918  |
| Leutnant | Fritz Pütter   | 14 luglio 1918 – 16 luglio 1918  |
|          | Paul Schwirzke | 16 luglio 1918 - 9 agosto 1918   |
| Leutnant | Rudolf Otto    | 9 agosto 1918 – 11 novembre 1918 |

## Lista delle basi utilizzate dalla Jagdstaffel 68
- Delinghe Ferme: 19 febbraio 1918
- Beauvais: Francia: 25 marzo 1918
- Balâtre, Francia: 28 marzo 1918
- St-Remy-West: 5 luglio 1918
- Semide, Francia: 13 settembre 1918
- Prentin: 15 settembre 1918